# 石子镇 (大竹县)
石子镇，是中华人民共和国四川省达州市大竹县下辖的一个乡镇级行政单位。

## 行政区划
石子镇下辖以下地区：
社区、段家村、白安村、民主村、雨坛村、吉星村、胜利村、互助村、高桥堰村、牛头村和邻峰村。